# Joachim B. Olsen
 Ikke at forveksle med Joachim Boldsen.
Joachim Brøchner Olsen (født 31. maj 1977 i Aalborg) er en tidligere folketingspolitiker for Liberal Alliance og professionel sportsudøver. Han var medlem af Folketinget 2011-2019, hvor han var partiets arbejdsmarkedsordfører og erhvervsordfører. Som politiker har han været central i fattigdomsdebatten og i debatten om Carina-effekten. Da han mistede sin plads ved folketingsvalget 2019, blev han i stedet ansat som konsulent i Liberal Alliances politisk-økonomiske sekretariat fra november 2019. Som konsekvens af sit nye job, som politisk kommentator på Ekstra Bladet efter Henrik Qvortrup, meldte han sig samtidig ud af partiet d. 17 august 2020. Joachim B. Olsen har sidenhen skiftet avis, og er blevet politisk kommentator for B.T., som avisen annoncerede d. 8. juli 2022.

## Baggrund
Joachim Brøchner Olsen blev født den 31. maj 1977 i Aalborg som søn af plejer Vagn Edward Olsen og sygeplejerske Inge Brøchner Pedersen.
Han gik i skole på Sct. Mariæ Skole i Aalborg fra 1984 til 1994 og blev student fra Nørresundby Gymnasium i 1998.
Joachim B. Olsen boede og læste historie i fire år på University of Idaho i Moscow, Idaho, USA fra 1999 til 2002.
Joachim B. Olsen er en ivrig hobby-pokerspiller og har blandt andet deltaget i Unibet Open i Prag i 2010.
Joachim B. Olsen blev den 27. marts 2013 gift med Karen Westergaard. Det var partifællen Anders Samuelsen, der viede dem hos sin søster, partifællen Mette Bock. Joachim B. Olsen og Karen Westergaard har to børn sammen. Parret blev skilt i 2022.

## Sportslig karriere
Joachim B. Olsen er tidligere førende dansk kuglestøder. 
Han begyndte at dyrke atletik som 10-årig og som teenager især med interesse for diskoskast.
Hans kropsbygning passede dog bedre til kuglestød, og han koncentrerede sig for alvor om denne disciplin, da han var i begyndelsen af tyverne.
Da han læste i Idaho, satte han flere skolerekorder både i indendørs- og udendørskuglestødning samt i diskoskast.
Hans personlige rekord på 21,61 meter fra 2007 er dansk rekord.
Han har været med i otte internationale finaler i træk ved OL, VM og EM, hvilket er rekord.
I 2000 sendte DIF's bestyrelse Olsen hjem fra OL-lejren, efter at han havde videregivet rygter om, at den finske OL-guldvinder Arsi Harju var testet positiv i en dopingtest. Sit bedste olympiske resultat opnåede han i Athen 2004, hvor han blev nummer tre med et stød på 21,07 m, men efter diskvalifikationen af ukraineren Jurij Bilonoh, som var blevet nummer to, fik Olsen senere tildelt sølvmedaljen.
Ved OL i 2008 i Beijing var Joachim B. Olsen fanebærer
og bar fanen rundt i strakt arm.
Den 22. juli 2009 meddelte han, at han valgte at indstille karrieren på grund af skader.

### Resultater
| År                   | Konkurrence           | Sted                       | Position             | Begivenhed           | Noter                |
| Deltager for Danmark | Deltager for Danmark  | Deltager for Danmark       | Deltager for Danmark | Deltager for Danmark | Deltager for Danmark |
| -------------------- | --------------------- | -------------------------- | -------------------- | -------------------- | -------------------- |
| 1996                 | Junior-VM i atletik   | Sydney, Australien         | 23. (q)              | Diskoskast           | 46,26 m              |
| 1999                 | U23-EM i atletik      | Göteborg, Sverige          | 2.                   | Kuglestød            | 19,50 m              |
| 1999                 | U23-EM i atletik      | Göteborg, Sverige          | 11.                  | Diskoskast           | 54,97 m              |
| 1999                 | VM i atletik          | Sevilla, Spanien           | 22. (q)              | Kuglestød            | 19,13 m              |
| 2000                 | Sommer-OL             | Sydney, Australien         | 17. (q)              | Kuglestød            | 19,41 m              |
| 2001                 | VM i atletik          | Edmonton, Canada           | 11.                  | Kuglestød            | 20,38 m              |
| 2002                 | EM i indendørsatletik | Wien, Østrig               | 2.                   | Kuglestød            | 21,23 m              |
| 2002                 | EM i atletik          | München, Tyskland          | 2.                   | Kuglestød            | 21,16 m              |
| 2003                 | VM i indendørsatletik | Birmingham, Storbritannien | 8.                   | Kuglestød            | 20,12 m              |
| 2003                 | VM i atletik          | Paris, Frankrig            | 9. (q)               | Kuglestød            | 20,14 m              |
| 2004                 | VM i indendørsatletik | Budapest, Ungarn           | 3.                   | Kuglestød            | 20,99 m              |
| 2004                 | Sommer-OL             | Athen, Grækenland          | 2.                   | Kuglestød            | 21,07 m              |
| 2005                 | EM i indendørsatletik | Madrid, Spanien            | 1.                   | Kuglestød            | 21,19 m              |
| 2005                 | VM i atletik          | Helsinki, Finland          | 5.                   | Kuglestød            | 20,73 m              |
| 2006                 | VM i indendørsatletik | Moskva, Rusland            | 2.                   | Kuglestød            | 21,16 m              |
| 2006                 | EM i atletik          | Göteborg, Sverige          | 2.                   | Kuglestød            | 21,09 m              |
| 2007                 | EM i indendørsatletik | Birmingham, Storbritannien | 3.                   | Kuglestød            | 20,55 m              |
| 2007                 | VM i atletik          | Osaka, Japan               | 4. (q)               | Kuglestød            | 20,62 m              |
| 2008                 | sommer-OL             | Beijing, Kina              | 22. (q)              | Kuglestød            | 19,74 m              |

## Politisk karriere

### Opstilling
Under kommunalvalget i 2009 støttede Joachim B. Olsen den socialdemokratiske Aarhus-borgmester Nicolai Wammens forslag om at sætte penge af til idrætsfaciliteter og for ikke at lade skatten stige.
Samtidig støttede Jachim B. Olsen Anders Samuelsen, partileder i Liberal Alliance og byrådsmedlem i Horsens Kommune, under kommunalvalgkampen i 2009,
hvor han kom med et oplæg om børn og unge og idræt i forbindelse med Samuelsens vælgermøde i Horsens.
Joachim B. Olsen blev opstillet som spidskandidat for Liberal Alliance i Nordjyllands Storkreds i september 2010.
I den forbindelse udtalte han, at han havde Arnold Schwarzenegger som politisk forbillede.
Da Anne Sophia Hermansen trak sig fra Københavns Omegns Storkreds i begyndelsen af 2011, overtog Olsen denne storkreds,
mens Thyra Frank overtog Nordjyllands Storkreds.
Da Joachim B. Olsen allerede var kendt fra sin professionelle sportskarriere og sin medvirken i Vild med dans, blev hans opstilling anset for en spekulation i kendthed af den politiske kommentator Henrik Qvortrup. 
Hans opstilling blev dog også forsvaret af debattøren Kathrine Lilleør.
Opstillingen var besluttet af partitoppen og ikke af Liberal Alliances lokalafdeling.
Et medlem af Liberal Alliance udtalte til Politiken: "Jeg tror at Joachim B. Olsen bliver et mellemkapitel i Liberal Alliances historie. Han markerer sig ikke særlig tydeligt i noget som helst, heller ikke når vi har møder. Han markerer sig i det hele taget ikke på nogen som helst måder" og en anonym folketingskandidat udtalte endvidere: "Jeg har ikke noget indtryk af det politiske indhold, Joachim B. Olsen står for, for nu at sige det ligeud. Jeg har ikke bidt mærke i, at han har sagt noget, hverken lokalt eller nationalt".
Andre kilder roste dog Joachim B. Olsen for hans flid.

### Folketinget
Før Folketingsvalget 2011 var Joachim B. Olsen spået af prognoserne til at komme i Folketinget.
Under valgkampen udtalte han, at han ikke ville være imod en lov om flerkoneri
og havde 'som udgangspunkt ikke noget imod' en skat på 20 procent.
De markante udmeldinger, der lå uden for partiets program, fik en avis til at betegne udtalelsen om 20 procents skat som en politisk bommert med mindelser om begrebet "storbytosser" i Ny Alliance.
Joachim B. Olsen blev valgt med 1.932 personlige stemmer og kom i Folketinget på et tillægsmandat.
Olsen blev genvalgt ved Folketingsvalget 2015, hvor han fik 4.259 stemmer, men opnåede ikke valg ved folketingsvalget i juni 2019.
I november 2019 blev han i stedet ansat som konsulent i partiets politisk-økonomiske sekretariat. I august 2020 blev han ansat som kommentator på Ekstra Bladet. Som konsekvens af sit nye job udmeldte han sig samtidig af partiet.

### Debat om fattigdom i Danmark og "Fattig-Carina"
Efter at være blevet valgt ind i Folketinget gjorde Joachim B. Olsen den 28. oktober 2011 sig bemærket med kommentaren "Jeg brækker mig" på Facebook til en artikel i BT, SF: Ingen fattige skal mangle julehjælp, hvor Özlem Cekic, folketingsmedlem for SF, foreslog at bruge satspuljemidlerne til julehjælp.
I kommentartråden uddybede han:
| „ | Det er en hån mod de millioner af mennesker verden over som sulter, at snakke om fattige i Danmark. I skulle skamme jer!! Jeg bliver så vred når jeg hører venstrefløjen bruge den slags manipulerende retorik. Hvis der er mennesker i Danmark der ikke har råd til at holde jul så er det selvforskyldt! | “ |
|   | — Joachim B. Olsen, 28. oktober kl. 15:31 |   |

Olsens kommentarer skabte voldsom debat på Facebook og i andre medier; for eksempel skrev den nyvalgte radikale politiker Liv Holm Andersen: "Jeg brækker mig over Joachim B. Olsen!".
Cekic svarede igen ved at invitere Olsen til at komme ud og se en fattig i Danmark. Denne opfordring tog Olsen til sig, og de var begge ude og besøge kontanthjælpsmodtageren Carina, der skulle agere eksempel på en fattig. Carina og hendes søn havde knap 16.000 til sig selv efter skat og kvalificerede sig dermed i Olsens og mange andres optik ikke som fattig. 
Sagen omkring Carina medførte en længerevarende national debat, der også blev noteret i New York Times i 2013, hvor Joachim B. Olsen var citeret for "Velfærdsstaten er ude af kontrol" og "Den har gjort meget godt, men vi har været uvillige til at tale om de negative sider. I meget lang tid har det været tabu at tale om carinaerne". Mogensen og Kristiansen vurderede i 2012, at mens Olsen tidligere var set kritisk på, havde han i Folketinget gjort det godt og været i stand til at flytte debatten om fattigdom.

## Mediekarriere

### Optræden i tv
Joachim B. Olsen har været gæst i flere tv-programmer. 
I 2005 stillede han op i Hvem vil være millionær?, og senere i 2007 medvirkede han i flere episoder af Zulu djævleræs.
Han deltog i 2008 i tv-programmet Vild Med Dans sammen med danseren Marianne Eihilt.
De vandt konkurrencen, og sidenhen har han deltaget i programmet Hvem kan slå... sammen med Marianne Eihilt og senere Andrea Elisabeth Rudolph.
Han har desuden deltaget i tv-programmet Den Store Klassefest, som blev sendt på TV 2 i foråret 2009, 4-stjerners Middag (2010) med Mads Larsen, Vibeke Hartkorn og Dan Rachlin, flere episoder af Zulu kvægræs (2010), Fangerne på fortet og flere episoder af Pokerfjæs (2011).
Han er også en frontfigur i "Klima-DM", der er en event, der forsøger at få danskere til at spare på deres energiforbrug til fordel for klimaet.
Siden 2021 har han siddet med i panelet af politiske kommentatorer på TV2 News-programmet Besserwisserne.

### Borgerlig Tabloid
Siden september 2024 har B. Olsen været debatredaktør på B.T, hvor han er vært på podcasten Borgerlig Tabloid.